# Корк Селтик
«Корк Селтик» (ирл. Cork Celtic) — несуществующий сейчас ирландский футбольный клуб из города Корк. Клуб основан в 1959 году, на основе существовавшего с начала 50-х клуба «Эвергрин Юнайтед», с момента своего основания и до прекращения существования выступал в Высшей ирландской лиге. Домашние матчи проводил на стадионе «Тарнерс Кросс», вмещающем 7 485 зрителей. Всего за время своего существования «Корк Селтик» один раз побеждал в чемпионате и дважды выходил в финал кубка Ирландии. Главным соперником клуба считался Корк Хибернианс. В конце 70-х годов «Корк Селтик» взялся за практику подписания краткосрочных контрактов с опытными звездами футбола, в частности в тот период за клуб провели по несколько матчей такие легенды мирового футбола, как Джордж Бест, Джеффри Херст и Уве Зеелер. Практика привлечения легенд футбола не принесла успеха, и в 1979 году, заняв последнее место в чемпионате Ирландии, клуб прекратил существование.

## Достижения
- Чемпион Ирландии (1): 1974.
- Финалист кубка Ирландии (2): 1964, 1969.
- Обладатель трофея Ирландской лиги (1): 1961.

## Выступления в еврокубках
| Сезон   | Турнир          | Раунд |                           | Клуб             | Счёт            |
| ------- | --------------- | ----- | ------------------------- | ---------------- | --------------- |
| 1964/65 | Кубок кубков    | 1Р    | Флаг Болгарии (1971—1990) | Славия (София)   | 1:1, 0:2        |
| 1974/75 | Кубок чемпионов | 1Р    | Флаг Кипра (1960—2006)    | Омония (Никосия) | отказ соперника |
|         |                 | 1/8   | Флаг СССР                 | Арарат (Ереван)  | 1:2, 0:5        |

- 1Р — первый раунд.
- 1/8 — 1/8 финала.